# Algemene Nederlandse Vereniging van Reisondernemingen
De Algemene Nederlandse Vereniging van Reisondernemingen (ANVR) is een Nederlandse organisatie die de belangen behartigt van ondernemingen in de reisbranche, waaronder reisbureaus en andere reisorganisaties.
De ANVR geeft ook garanties aan reizigers die boeken via een van de aangesloten organisaties. Zo respecteren alle leden de uitspraken van de Geschillencommissie Reizen en ook zijn alle leden aangesloten bij de Stichting Calamiteitenfonds Reizen.
ANVR is bij het merkenbureau geregistreerd als een verzekeringsmaatschappij.